# Wybory prezydenckie na Ukrainie w 1994 roku

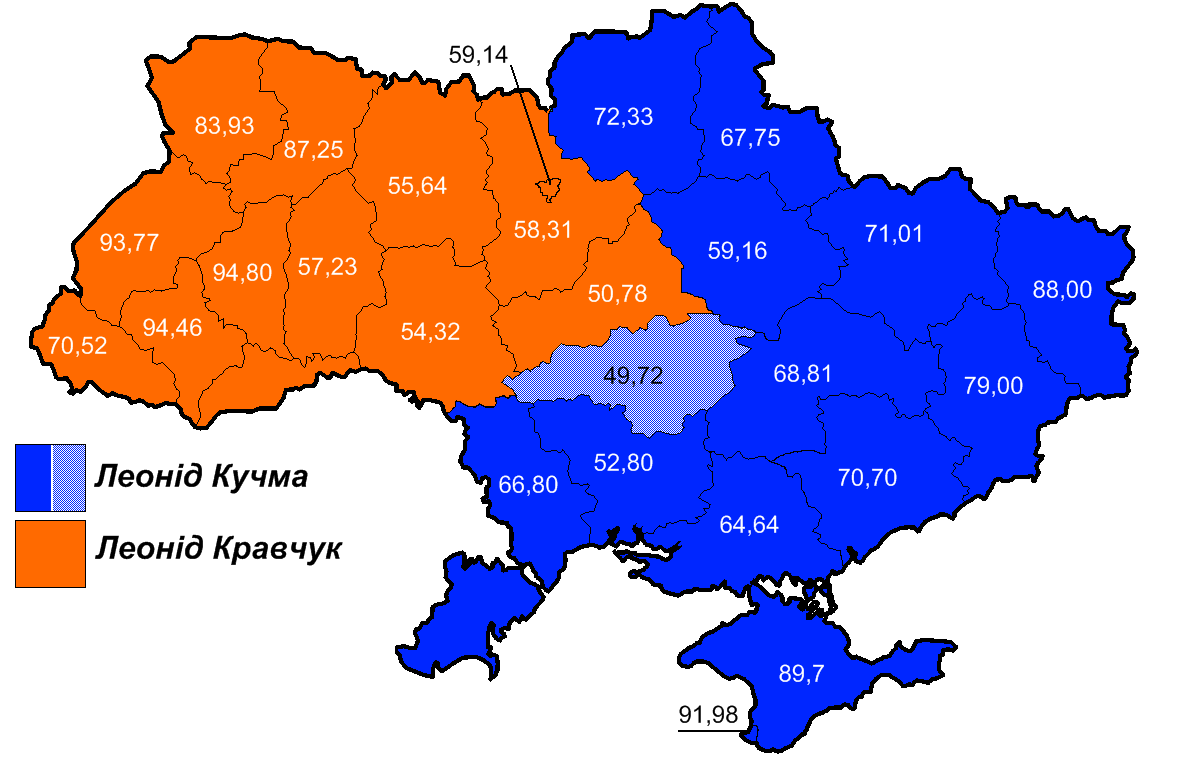
II tura wyborów

Wybory prezydenckie na Ukrainie w 1994 roku – drugie wybory Prezydenta Ukrainy po odzyskaniu niepodległości przez Ukrainę, które odbyły się 26 czerwca 1994 (pierwsza runda) i 10 lipca 1994 (druga runda).
Prezydentem został Leonid Kuczma, pokonując w drugiej turze Łeonida Krawczuka.

## Wyniki wyborów
| Kandydaci/Partia                                | Pierwsza runda | %     | Druga runda | %     |
| ----------------------------------------------- | -------------- | ----- | ----------- | ----- |
| Łeonid Krawczuk – niezależny                    | 9 977 766      | 38,36 | 12 111 603  | 45,06 |
| Łeonid Kuczma – niezależny                      | 8 107 626      | 31,17 | 14 016 850  | 52,15 |
| Ołeksandr Moroz – Socjalistyczna Partia Ukrainy | 3 466 541      | 13,33 |             |       |
| Wołodymyr Łanowy – niezależny                   | 2 483 986      | 9,55  |             |       |
| Walerij Babycz – niezależny                     | 644 263        | 2,48  |             |       |
| Iwan Pluszcz – niezależny                       | 321 886        | 1,24  |             |       |
| Petro Tałanczuk – niezależny                    | 143 361        | 0,55  |             |       |
| Przeciw wszystkim                               | 892 740        | 3,43  | 551 380     | 2,80  |